# Montégut-Bourjac
Pour les articles homonymes, voir Montégut.
Montégut-Bourjac est une commune française située dans le centre du département de la Haute-Garonne en région Occitanie.
Sur le plan historique et culturel, la commune est dans le pays de Comminges, correspondant à l’ancien comté de Comminges, circonscription de la province de Gascogne située sur les départements actuels du Gers, de la Haute-Garonne, des Hautes-Pyrénées et de l'Ariège. Exposée à un climat océanique altéré, elle est drainée par la Nère et par divers autres petits cours d'eau.
Montégut-Bourjac est une commune rurale qui compte 128 habitants en 2022. Elle fait partie de l'aire d'attraction de Toulouse..
Ses habitants sont appelés les Montégutains.

## Géographie

### Localisation
La commune de Montégut-Bourjac se trouve dans le département de la Haute-Garonne, en région Occitanie.
Elle se situe à 51 km à vol d'oiseau de Toulouse, préfecture du département, à 34 km de Muret, sous-préfecture, et à 11 km de Cazères, bureau centralisateur du canton de Cazères dont dépend la commune depuis 2015 pour les élections départementales.
La commune fait en outre partie du bassin de vie de Cazères.
Les communes les plus proches sont : 
Montoussin (1,8 km), Fustignac (2,0 km), Francon (2,7 km), Castelnau-Picampeau (3,6 km), Samouillan (4,1 km), Lussan-Adeilhac (4,4 km), Lescuns (4,9 km), Terrebasse (5,2 km).
Sur le plan historique et culturel, Montégut-Bourjac fait partie du pays de Comminges, correspondant à l’ancien comté de Comminges, circonscription de la province de Gascogne située sur les départements actuels du Gers, de la Haute-Garonne, des Hautes-Pyrénées et de l'Ariège.
Les communes limitrophes sont  Francon, Fustignac, Lussan-Adeilhac et Montoussin.
|                 | Fustignac        |            |
| Lussan-Adeilhac | Montégut-Bourjac | Montoussin |
|                 | Francon          |            |

### Géologie et relief
La superficie de la commune est de 552 hectares ; son altitude varie de 258  à   365 mètres.

### Hydrographie

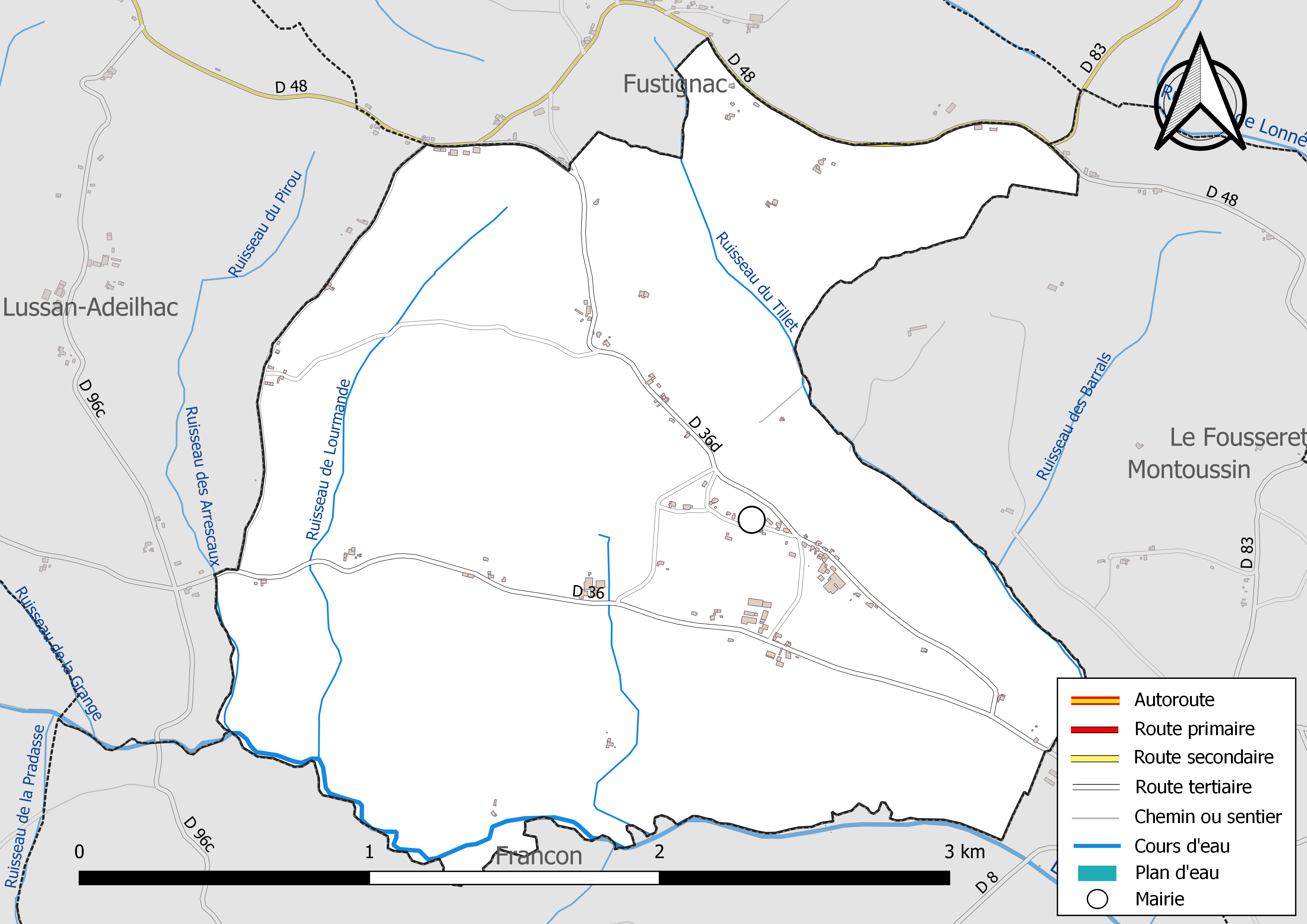
Réseaux hydrographique et routier de Montégut-Bourjac.

La commune est dans le bassin de la Garonne, au sein du bassin hydrographique Adour-Garonne. Elle est drainée par la Nère, le ruisseau de Lourmande, le ruisseau des Arrescaux, le ruisseau des Barrals, le ruisseau du Tillet et par deux petits cours d'eau, constituant un réseau hydrographique de 8 km de longueur totale,.
La Nère, d'une longueur totale de 33,3 km, prend sa source dans la commune de Cardeilhac et s'écoule du sud-ouest vers le nord-est. Elle traverse la commune et se jette dans la Louge à Montoussin, après avoir traversé 17 communes.

### Climat
Pour des articles plus généraux, voir Climat de l'Occitanie et Climat de la Haute-Garonne.
En 2010, le climat de la commune est de type climat océanique altéré, selon une étude s'appuyant sur une série de données couvrant la période 1971-2000. En 2020, Météo-France publie une typologie des climats de la France métropolitaine dans laquelle la commune est toujours exposée à un climat océanique altéré et est dans la région climatique Aquitaine, Gascogne, caractérisée par une pluviométrie abondante au printemps, modérée en automne, un faible ensoleillement au printemps, un été chaud (19,5 °C), des vents faibles, des brouillards fréquents en automne et en hiver et des orages fréquents en été (15 à 20 jours).
Pour la période 1971-2000, la température annuelle moyenne est de 12,5 °C, avec une amplitude thermique annuelle de 15,1 °C. Le cumul annuel moyen de précipitations est de 813 mm, avec 9,5 jours de précipitations en janvier et 6,3 jours en juillet. Pour la période 1991-2020, la température moyenne annuelle observée sur la station météorologique la plus proche, située sur la commune de Palaminy à 11 km à vol d'oiseau, est de 13,2 °C et le cumul annuel moyen de précipitations est de 715,2 mm,. Pour l'avenir, les paramètres climatiques de la commune estimés pour 2050 selon différents scénarios d’émission de gaz à effet de serre sont consultables sur un site dédié publié par Météo-France en novembre 2022.

### Milieux naturels et biodiversité
Aucun espace naturel présentant un intérêt patrimonial n'est recensé sur la commune dans l'inventaire national du patrimoine naturel,,.

## Urbanisme

### Typologie
Au 1er janvier 2024, Montégut-Bourjac est catégorisée commune rurale à habitat dispersé, selon la nouvelle grille communale de densité à sept niveaux définie par l'Insee en 2022.
Elle est située hors unité urbaine. Par ailleurs la commune fait partie de l'aire d'attraction de Toulouse, dont elle est une commune de la couronne,. Cette aire, qui regroupe 527 communes, est catégorisée dans les aires de 700 000 habitants ou plus (hors Paris),.

### Occupation des sols
L'occupation des sols de la commune, telle qu'elle ressort de la base de données européenne d’occupation biophysique des sols Corine Land Cover (CLC), est marquée par l'importance des territoires agricoles (100 % en 2018), une proportion identique à celle de 1990 (100 %). La répartition détaillée en 2018 est la suivante : 
zones agricoles hétérogènes (48,6 %), terres arables (45,3 %), prairies (6,1 %). L'évolution de l’occupation des sols de la commune et de ses infrastructures peut être observée sur les différentes représentations cartographiques du territoire : la carte de Cassini (XVIIIe siècle), la carte d'état-major (1820-1866) et les cartes ou photos aériennes de l'IGN pour la période actuelle (1950 à aujourd'hui).

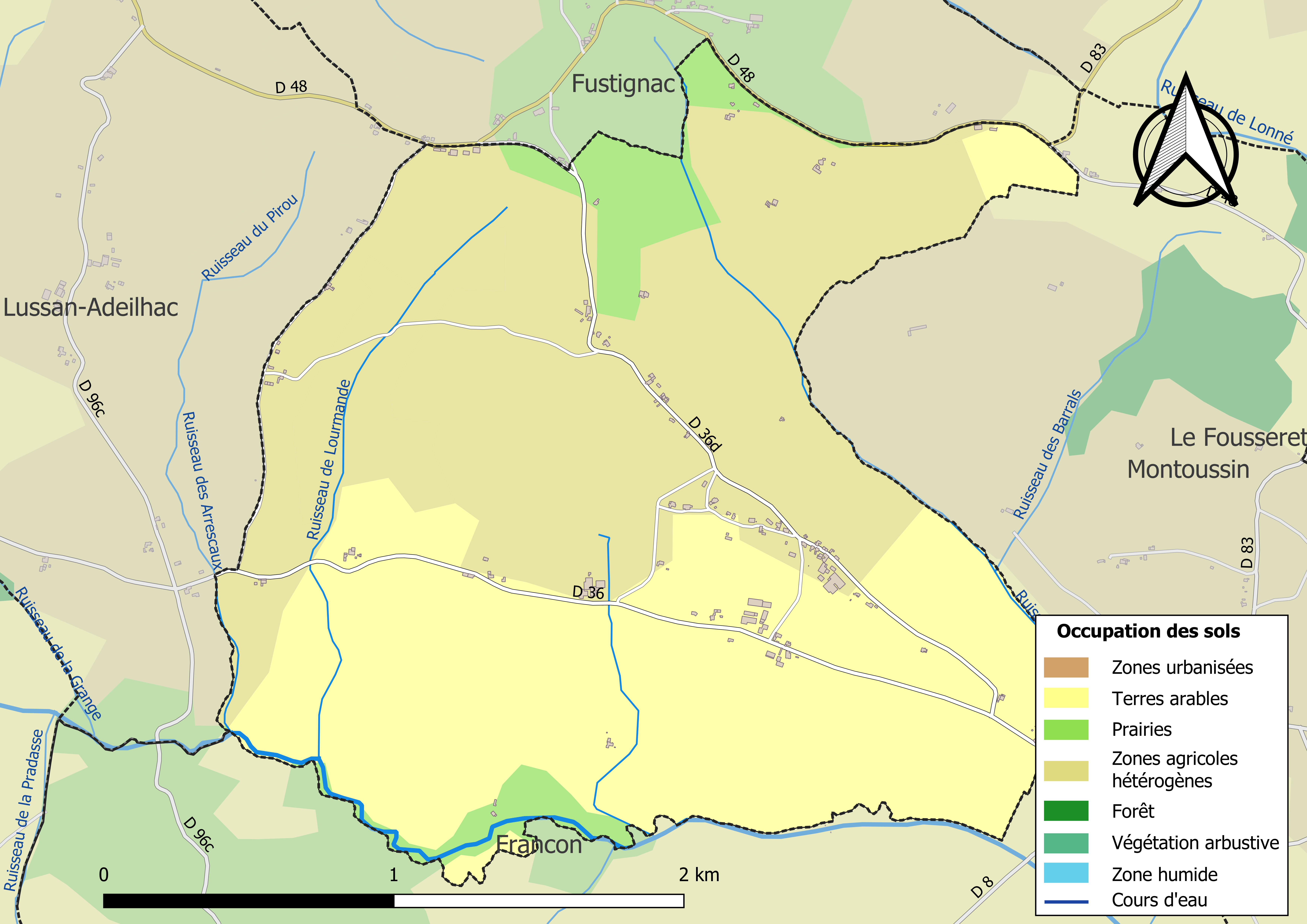
Carte des infrastructures et de l'occupation des sols de la commune en 2018 (CLC).

### Risques majeurs
Le territoire de la commune de Montégut-Bourjac est vulnérable à différents aléas naturels : météorologiques (tempête, orage, neige, grand froid, canicule ou sécheresse), inondations et séisme (sismicité faible). Un site publié par le BRGM permet d'évaluer simplement et rapidement les risques d'un bien localisé soit par son adresse soit par le numéro de sa parcelle.
Certaines parties du territoire communal sont susceptibles d’être affectées par le risque d’inondation par débordement de cours d'eau, notamment le Nère. La commune a été reconnue en état de catastrophe naturelle au titre des dommages causés par les inondations et coulées de boue survenues en 1982, 1998, 1999, 2000 et 2009,.

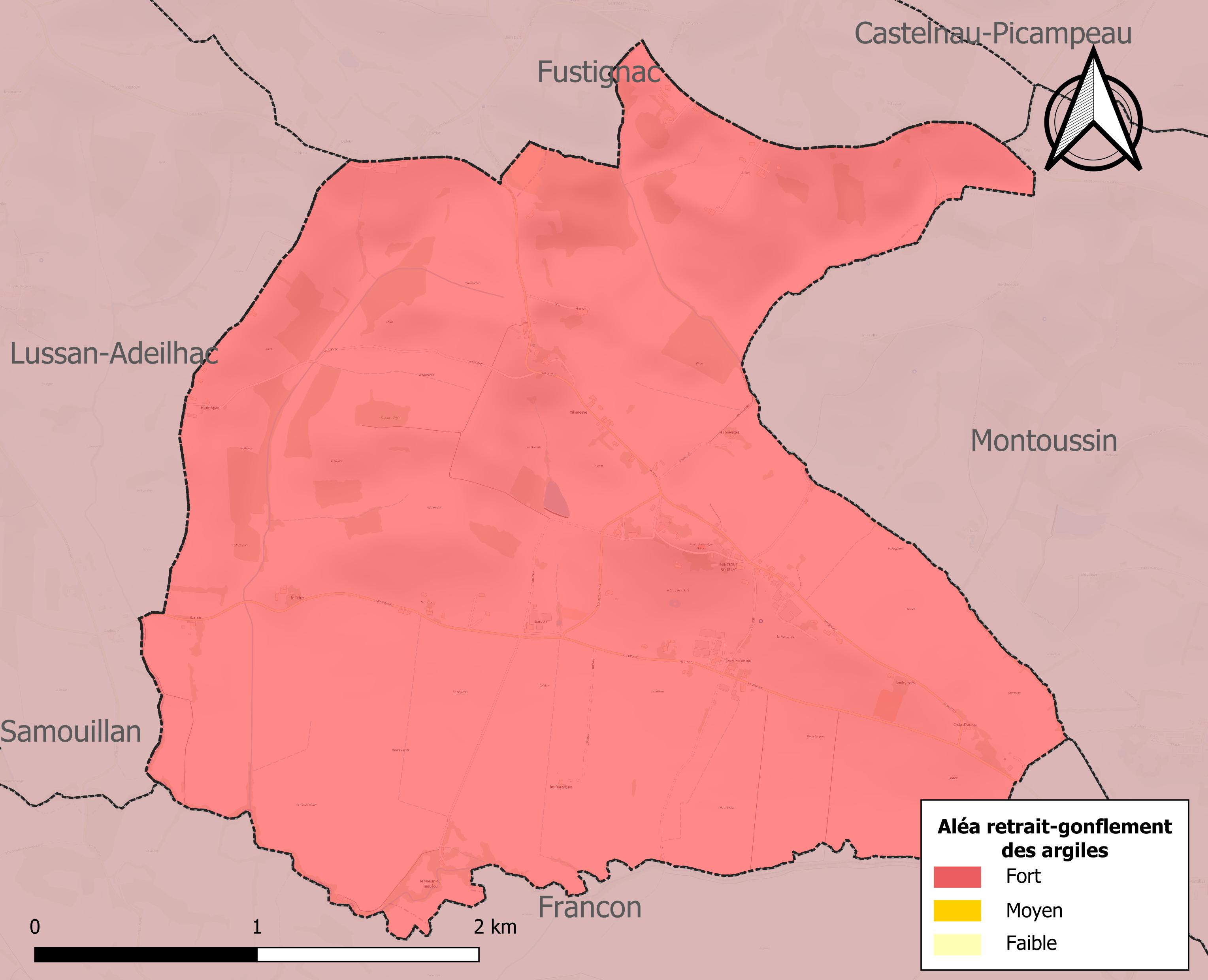
Carte des zones d'aléa retrait-gonflement des sols argileux de Montégut-Bourjac.

Le retrait-gonflement des sols argileux est susceptible d'engendrer des dommages importants aux bâtiments en cas d’alternance de périodes de sécheresse et de pluie. La totalité de la commune est en aléa moyen ou fort (88,8 % au niveau départemental et 48,5 % au niveau national). Sur les 61 bâtiments dénombrés sur la commune en 2019, 61 sont en aléa moyen ou fort, soit 100 %, à comparer aux 98 % au niveau départemental et 54 % au niveau national. Une cartographie de l'exposition du territoire national au retrait gonflement des sols argileux est disponible sur le site du BRGM,.
Par ailleurs, afin de mieux appréhender le risque d’affaissement de terrain, l'inventaire national des cavités souterraines permet de localiser celles situées sur la commune.
Concernant les mouvements de terrains, la commune a été reconnue en état de catastrophe naturelle au titre des dommages causés par la sécheresse en 1989, 2011 et 2012 et par des mouvements de terrain en 1999.

## Politique et administration

### Administration municipale
Le nombre d'habitants au recensement de 2011 étant compris entre 100 et 499, le nombre de membres du conseil municipal pour l'élection de 2014 est de onze,.

### Rattachements administratifs et électoraux
Commune faisant partie de la huitième circonscription de la Haute-Garonne de la communauté de communes Cœur de Garonne et du canton de Cazères (avant le redécoupage départemental de 2014, Montégut-Bourjac faisait partie de l'ex-canton du Fousseret) et avant le 1er janvier 2017 elle faisait aussi partie de la communauté de communes de la Louge et du Touch.

### Liste des maires
| Période                                  | Période  | Identité              | Étiquette | Qualité  |
| ---------------------------------------- | -------- | --------------------- | --------- | -------- |
| mars 1983                                | 2020     | Claude Cortiade       | UMP-LR    | Retraité |
| 2020                                     | En cours | Régine Duffort Piques | DVD       |          |
| Les données manquantes sont à compléter. |          |                       |           |          |

## Population et société

### Démographie
| 1793 | 1800 | 1806 | 1821 | 1831 | 1836 | 1841 | 1846 | 1851 |
| ---- | ---- | ---- | ---- | ---- | ---- | ---- | ---- | ---- |
| 182  | 179  | 184  | 211  | 281  | 269  | 255  | 251  | 251  |

| 1856 | 1861 | 1866 | 1872 | 1876 | 1881 | 1886 | 1891 | 1896 |
| ---- | ---- | ---- | ---- | ---- | ---- | ---- | ---- | ---- |
| 255  | 255  | 266  | 244  | 232  | 229  | 204  | 223  | 211  |

| 1901 | 1906 | 1911 | 1921 | 1926 | 1931 | 1936 | 1946 | 1954 |
| ---- | ---- | ---- | ---- | ---- | ---- | ---- | ---- | ---- |
| 211  | 210  | 207  | 176  | 162  | 168  | 156  | 140  | 132  |

| 1962 | 1968 | 1975 | 1982 | 1990 | 1999 | 2006 | 2011 | 2016 |
| ---- | ---- | ---- | ---- | ---- | ---- | ---- | ---- | ---- |
| 150  | 130  | 116  | 83   | 109  | 108  | 107  | 121  | 135  |

| 2021 | 2022 | - | - | - | - | - | - | - |
| ---- | ---- | - | - | - | - | - | - | - |
| 133  | 128  | - | - | - | - | - | - | - |

| selon la population municipale des années : | 1968 | 1975 | 1982 | 1990 | 1999 | 2006 | 2009 | 2013 |
| Rang de la commune dans le département      | 417  | 462  | 455  | 421  | 438  | 459  | 460  | 445  |
| Nombre de communes du département           | 592  | 582  | 586  | 588  | 588  | 588  | 589  | 589  |

### Enseignement
Montégut-Bourjac fait partie de l'académie de Toulouse.

### Culture et festivité
Fêtes locales.

### Écologie et recyclage
La collecte et le traitement des déchets des ménages et des déchets assimilés ainsi que la protection et la mise en valeur de l'environnement se font dans le cadre de la communauté de communes de la Louge et du Touch.

## Économie

### Emploi
|                | 2008  | 2013  | 2018  |
| -------------- | ----- | ----- | ----- |
| Commune        | 8,3 % | 1,2 % | 4,7 % |
| Département    | 7,7 % | 9,6 % | 9,3 % |
| France entière | 8,3 % | 10 %  | 10 %  |

En 2018, la population âgée de 15 à 64 ans s'élève à 86 personnes, parmi lesquelles on compte 83,5 % d'actifs (78,8 % ayant un emploi et 4,7 % de chômeurs) et 16,5 % d'inactifs,. En  2018, le taux de chômage communal (au sens du recensement) des 15-64 ans est inférieur à celui de la France et du département, alors qu'en 2008 la situation était inverse.
La commune fait partie de la couronne de l'aire d'attraction de Toulouse, du fait qu'au moins 15 % des actifs travaillent dans le pôle,. Elle compte 28 emplois en 2018, contre 26 en 2013 et 16 en 2008. Le nombre d'actifs ayant un emploi résidant dans la commune est de 70, soit un indicateur de concentration d'emploi de 40,5 % et un taux d'activité parmi les 15 ans ou plus de 67,6 %.
Sur ces 70 actifs de 15 ans ou plus ayant un emploi, 24 travaillent dans la commune, soit 35 % des habitants. Pour se rendre au travail, 91,3 % des habitants utilisent un véhicule personnel ou de fonction à quatre roues, 1,4 % les transports en commun et 7,2 % n'ont pas besoin de transport (travail au domicile).

### Activités hors agriculture
14 établissements sont implantés  à Montégut-Bourjac au 31 décembre 2019.
Le secteur de la construction est prépondérant sur la commune puisqu'il représente 42,9 % du nombre total d'établissements de la commune (6 sur les 14 entreprises implantées  à Montégut-Bourjac), contre 12 % au niveau départemental.

### Agriculture
|               | 1988 | 2000 | 2010 | 2020 |
| ------------- | ---- | ---- | ---- | ---- |
| Exploitations | 18   | 11   | 7    | 5    |
| SAU (ha)      | 759  | 948  | 858  | 732  |

La commune est dans les « Coteaux de Gascogne », une petite région agricole occupant une partie ouest du département de la Haute-Garonne, constitué d'un relief de cuestas et de vallées peu profondes, creusés par les rivières issues du massif pyrénéen, avec une activité de polyculture et d’élevage. En 2020, l'orientation technico-économique de l'agriculture  sur la commune est la culture de céréales et/ou d'oléoprotéagineuses. Cinq exploitations agricoles ayant leur siège dans la commune sont dénombrées lors du recensement agricole de 2020 (18 en 1988). La superficie agricole utilisée est de 732 ha,,.

## Culture locale et patrimoine

### Lieux et monuments
- Vue panoramique sur la chaîne des Pyrénées.
- Église Saint-Exupère.